# Jaworek (powiat ząbkowicki)
Jaworek (niem. Heinersdorf) – wieś w Polsce położona w województwie dolnośląskim, w powiecie ząbkowickim, w gminie Ząbkowice Śląskie.

## Położenie
Wieś położona jest we Wzgórzach Niemczańsko-Strzelińskich na Przedgórzu Sudeckim. 
W latach 1975–1998 miejscowość należała administracyjnie do województwa wałbrzyskiego.

## Historia
Pierwsza wzmianka o miejscowości pochodzi z 1207r., kiedy to na mocy dokumentu księcia wrocławskiego Henryka I Brodatego wioskę otrzymał klasztor cysterek z Trzebnicy. Obok własności klasztoru znajdowała się osobna posiadłość nazywana Erbscholtisei. Według różnych źródeł jej właścicielami od 1654 lub 1662r. byli przedstawiciele rodziny Steiner. Barokowy budynek oficyny wzniesiono w XVIII wieku. Ze względu na brak źródeł trudno określić czy był on związany z majątkiem klasztornym czy też należał do rodziny Steiner.

## Zabytki
Do wojewódzkiego rejestru zabytków wpisane są:
- kaplica pw. św. Jana Chrzciciela w Jaworku, z 1721 r.
- dawna oficyna dworska, z XVIII w.

## Szlaki turystyczne
- Żółty:  Bardo - Brzeźnica - Grochowiec - Tarnów - Ząbkowice Śląskie - Jaworek - Rezerwat przyrody Skałki Stoleckie - Stolec - Kamieniec Ząbkowicki